# Les Chères
 Les Chères  ist eine französische Gemeinde mit 1504 Einwohnern (Stand 1. Januar 2022) im Département Rhône in der Region Auvergne-Rhône-Alpes. Sie gehört zum Arrondissement Villefranche-sur-Saône und zum Kanton Anse.

## Nachbargemeinden
Nachbargemeinden von Les Chères sind
- Chasselay
- Chazay-d’Azergues
- Lissieu
- Marcilly-d’Azergues
- Morancé
- Lucenay
- Quincieux.

## Bevölkerungsentwicklung
| Jahr                       | 1962 | 1968 | 1975 | 1982 | 1990 | 1999 | 2013 |
| Einwohner                  | 579  | 617  | 756  | 814  | 1027 | 1073 | 1440 |
| Quellen: Cassini und INSEE |      |      |      |      |      |      |      |